# 赤道裸胸鱔
赤道裸胸鱔，又稱赤道裸胸鯙，為輻鰭魚綱鰻鱺目鯙亞目鯙科的其中一種，分布於東太平洋區，從加利福尼亞灣至秘魯海域，棲息深度22-125公尺，體長可達75公分，為底棲性魚類，生活在沙泥底質海域，屬肉食性，生活習性不明。

## 擴展閱讀
維基物種上的相關：赤道裸胸鱔